# 真田昌幸
真田昌幸（日语：／ Sanada Masayuki，1547年10月1日—1611年7月13日），日本戰國時代大名，信濃上田城城主，真田幸隆之三男，其兄為真田信綱、真田昌輝。生下四男七女，當中包括了長男真田信幸及次男真田信繁。昌幸正室是寒松院，另有多名侧室。官位是「從五位下安房守」。

## 生平

### 武田信玄家臣
天文十六年（1547年），昌幸出生。7歲時，父親真田幸隆將他送往甲斐，成為武田晴信（信玄）的人質。真田昌幸年少時，受到信玄的賞識，過繼到信玄母親娘家武藤氏做養子，名為武藤喜兵衛，擔任起信玄的近侍與見習。初陣便是在有著龍爭虎鬥之稱的第四次川中島之戰，當時的身份為武田家足輕大將。
永祿七年（1564年），迎娶遠江國領主尾藤賴忠（宇多賴忠）之女山之手殿為正室。山之手殿為喜兵衛誕下了信幸（信之）及信繁（幸村）。永祿十二年（1569年），武田信玄準備攻擊北條家，喜兵衛負責來往各部隊的傳達情報任務。喜兵衛在三增峠之戰取得了一番槍（最多戰功者）的稱號；元龜三年（1572年），參與三方原之戰；天正二年（1574年），父親幸隆病逝，由長兄真田信綱繼承真田氏家督。天政三年（1575年），武田勝賴徵召大規模部隊西征，在長篠之戰（設樂原）被德川織田聯軍大敗，長兄信綱及次兄昌輝戰死，昌幸回到真田家，遂改回原姓真田，繼任真田家督。
天正六年（1578年），上杉謙信去世，武田氏與上杉氏達成了甲越同盟。同年，昌幸攻擊上野北條氏領地沼田城及名胡桃城；天正八年（1580年），敘任從五位下安房守。天正十年（1582年）初，織田軍發起甲州征伐 ，武田軍節節敗退，昌幸曾向勝賴在文書中提議來到岩櫃城，途中卻因為岩殿城主小山田信茂倒戈至織田方導致勝賴無法前往；武田家在天目山之戰大敗後，勝賴全族自盡身亡，武田家正式滅亡。至此，真田家開始四處隨著局勢依附強權求存。

### 投機求存
武田家滅亡後，真田昌幸曾與上杉氏、北條氏等示好，最終則歸順織田家，受關東方面大將瀧川一益的節制。6月爆發本能寺之變，織田信長死亡，織田家陷入內亂，導致上野、信濃、甲斐等領土陷入戰亂。北條家最後以5萬600大軍在神流川之戰中使瀧川一益潰不成軍，一舉奪取關東、上野主導權。瀧川一益則逃亡到伊勢長島，真田家見勢改投北條家。
接著北條家準備經略信濃，想藉由一場大戰事順便統管真田家領地，昌幸立即察覺到真田家存續受威脅，隨即便背棄北條家，透過武田舊臣屬曾根昌世的居中協調與德川家打好關係，並派長子信幸至德川家成為人質。之後德川、北條兩家和解；德川家康為了取信北條家，要求形式上屬於己方的真田家將沼田城歸還北條方。真田昌幸加以回絕，除了著手修築上田城外，並倒向上杉家當主上杉景勝。真田昌幸的反覆引來德川、北條的不滿；1585年，兩家分別攻擊真田家在信濃、上野的領地。信濃上田城遭受德川家的鳥居元忠領軍攻打，爆發第一次上田城之戰（別稱神川合戰）。此役，真田昌幸以軍略僅用2000兵，擊退德川方的7000大軍，戰後仍然與家康對立，並於同年攻擊德川領地佐久郡。此後真田昌幸將次男真田信繁送至上杉景勝處做為人質，以取得上杉家的保護。

### 豐臣家大名
天正十四年（1586年），上杉景勝歸順織田家舊臣羽柴秀吉，真田昌幸亦隨同效忠。不久，德川家康亦臣服秀吉，於是真田的威脅只剩北條，兩家為了上野與沼田的領地而長年紛爭不斷。
天正十五年（1587年），真田昌幸被秀吉指定為德川家康的與力大名。
天正十七年（1589年），豐臣秀吉調停真田家與北條家，名胡桃城歸真田家，沼田城歸北條家。惟沼田城城代豬俣邦憲私自出兵奪取名胡桃城，豐臣秀吉以此為口實，於次年召集眾大名展開小田原征伐。天正十八年（1590年），真田昌幸被編入前田利家及上杉景勝的聯合軍，北條家在這場戰爭滅亡。戰後，昌幸因功，由原本的地方豪族被提拔為大名。天正二十年（1592年），秀吉發動文祿之戰期間，真田昌幸亦出兵支援，文獻留下昌幸當時在名護屋城留守的記錄。

### 關原之戰及晚年
慶長三年（1598年）八月，豐臣秀吉逝世。豐臣氏文治、武斷兩派之間的鬥爭亦逐漸白熱化，當中影響力最大者為五大老之一的德川家康。慶長五年（1600年）七月，家康向全日本大名發出討伐上杉景勝之令，而石田三成也向全日本大名發出保護豐臣家，討伐逆賊德川家康的檄令。
當時家康對昌幸發出的書狀是保證可讓其保留小縣郡一帶的領土。20日，父子三人在犬伏討論日後去向，最終安排長子信幸支持東軍，而自己與次子信繁則支持西軍石田三成。此後，上田城成為上杉景勝及近畿的石田三成互相通信的重要中途站。
另一方面，德川家康派出次男秀忠攻擊小縣郡。9月1日，秀忠的部隊到達小縣郡。秀忠派遣使者要求真田昌幸投降，昌幸假裝投降，而暗中準備迎擊德川軍。翌日，昌幸表明不會投降。德川軍首先進攻戶石城，守城的信繁拒絕交戰，開城撤離。9月3日，德川軍向上田城發動攻擊，真田軍以遊擊戰反擊，連日戰爭使德川軍陷入苦戰。7日，秀忠撤兵繼續前往關原，但已經趕不及參加關原的東西軍大戰。
然而由於小早川秀秋的倒戈，德川家康率領的東軍在一日之內戰勝了石田三成率領的西軍，在關原之戰取得勝利的家康決定懲處投靠西軍的真田昌幸及信繁。原先命令他們切腹自盡，惟因長男信之、本多忠勝還有井伊直政向家康求情，忠勝直言道：「若主公不答應饒他們真田父子不死，我忠勝將不惜與主公一戰。」12月，德川家康免除兩人死罪，改將兩人流放到紀伊國高野山附近的九度山，終生不得離開，隨行家臣共16人。幽禁期間，發明了「真田紐」販賣餬口，大受民眾歡迎。
昌幸生前仍然極度希望獲得德川家的赦免，但最終苦等不到而在慶長十六年（1611年）於失意中病逝，享年65歲。抑鬱而終的昌幸，外加德川家蓄意惡整的態度，使得信繁後來死命逃脫並投奔豐臣家，為參戰大坂之陣留下伏筆。

## 人物評價
被豐臣秀吉評為「表裏比興之者」，意為內外不一、深藏不露的牆頭草，但為褒義。昌幸與忠於武田氏的父兄不同，一心只想延續真田家的存在，認為忠義死節沒有任何意義，東西軍兩邊都安插人馬可以確定不論哪方勝敗日本都能飄著真田家旗幟。後世研究多說是信之與昌幸理念不合才分道揚鑣乃無稽之談，實為昌幸刻意的政治操作，當時也有許多知名武士安排子女加入不同陣營以求存續。

## 墓地
昌幸的墓地在長野市松代町松代真田山長國寺及和歌山縣九度山町九度山真田庵佉羅陀山善名稱院。

## 家系
父：真田幸隆
母：河源隆正之妹‧恭雲院（另一說為阿緒方）
長兄：真田信綱
二兄：真田昌輝
四弟：真田信尹
五弟：金井高勝
正室：山手殿（寒松院）（出自有多種說法）
長男：真田信幸
次男：真田信繁
三男：真田信勝
四男：真田昌親
長女：村松殿（小山田茂誠室）
次女：真田幸政室
三女：鎌原重春室
四女：保科正光室
五女：於菊，宇田賴次室，之後為瀧川一積室
六女：清光院，妻木賴照室
七女：於樂

## 登場作品
小說
- 真田太平記（週刊朝日、池波正太郎著）
- 謀將 真田昌幸（新人物往来社、南原幹雄（日语：南原幹雄）著）
- 真田昌幸（PHP研究所、龍崎攻著）
- 真田昌幸（學研、江宮隆之（日语：江宮隆之）著）
- 戰國勇者（學研、津野田幸著）
- 霸 真田戰記 真田昌幸之神謀（學研、神宮寺元著）
- 嚙城之男（光文社、伊東潤（日语：伊東潤）著）
- 九度山秘錄: 信玄、昌幸、以及稚兒（河出書房新社、黑澤隼磨（日语：黒澤はゆま）著）
- 真田昌幸 狩獵家康（Adrenalize、朝松健（日语：朝松健）著）
- 真田三代風雲錄（實業之日本社（日语：実業之日本社）、中村彰彦（日语：中村彰彦）著）
- 我、不懼六道 真田昌幸連戰記（PHP研究所、海道龍一朗（日语：海道龍一朗）著）
- 真田合戰記（德間書店、幡大介（日语：幡大介）著）
- 化札（講談社、吉川永青（日语：吉川永青）著）

影視劇
- 宮本武藏（1965年、NTV、演：佐竹明夫）
- 戰國太平記 真田幸村（1966年、TBS、演：中村竹彌（日语：中村竹弥））
- 真田幸村的謀略（日语：真田幸村の謀略）（1979年、東映、演：片岡千惠藏（日语：片岡千恵蔵））
- 戰國自衛隊（1979年、東宝、演：角川春樹）
- 猿飛佐助（日语：猿飛佐助 (1980年のテレビドラマ)）（1980年、NTV、演：下元勉）
- 風神之門（日语：風神の門#テレビドラマ版）（1980年、NHK、演：宮口精二）
- 關原（日语：関ヶ原 (テレビドラマ)）（1981年、TBS、演：玉川伊佐男）
- 真田太平記（日语：真田太平記 (テレビドラマ)）（1985年、NHK、演：丹波哲郎）
- 女人風林火山（日语：おんな風林火山）（1986年、TBS、演：坂元貞美）
- 風雲!真田幸村（日语：風雲!真田幸村）（1989年、TX、演：日下武史）
- 利家與松（2002年、NHK大河劇、演：影山英俊）
- 少女殺手阿墨：Death or Love（2005年、東寶、演：平幹二朗）
- 風林火山（2007年、NHK大河劇、演：小林海人）
- 天地人（2009年、NHK大河劇、演：岩松了）
- 江～公主們的戰國～（2011年、NHK大河劇、演：藤波辰爾）
- 真田丸（2016年、NHK大河劇、演：草刈正雄）
- 怎麼辦家康（2023年、NHK大河劇、演：佐藤浩市）

人偶劇
- 真田十勇士（1975年、NHK、配音：名古屋章）

電玩遊戲
- 戰國無雙系列（光榮、配音：三宅健太）
- 戰國BASARA系列（卡普空、配音：大塚芳忠）

漫畫
- 真田魂（白泉社、重野直樹（日语：重野なおき）作）

歌謠浪曲
- 真田軍記 沼田城物語（唱：三波春夫）
- 續・沼田城物語 關原前夜（唱：三波春夫）